# بوجاری

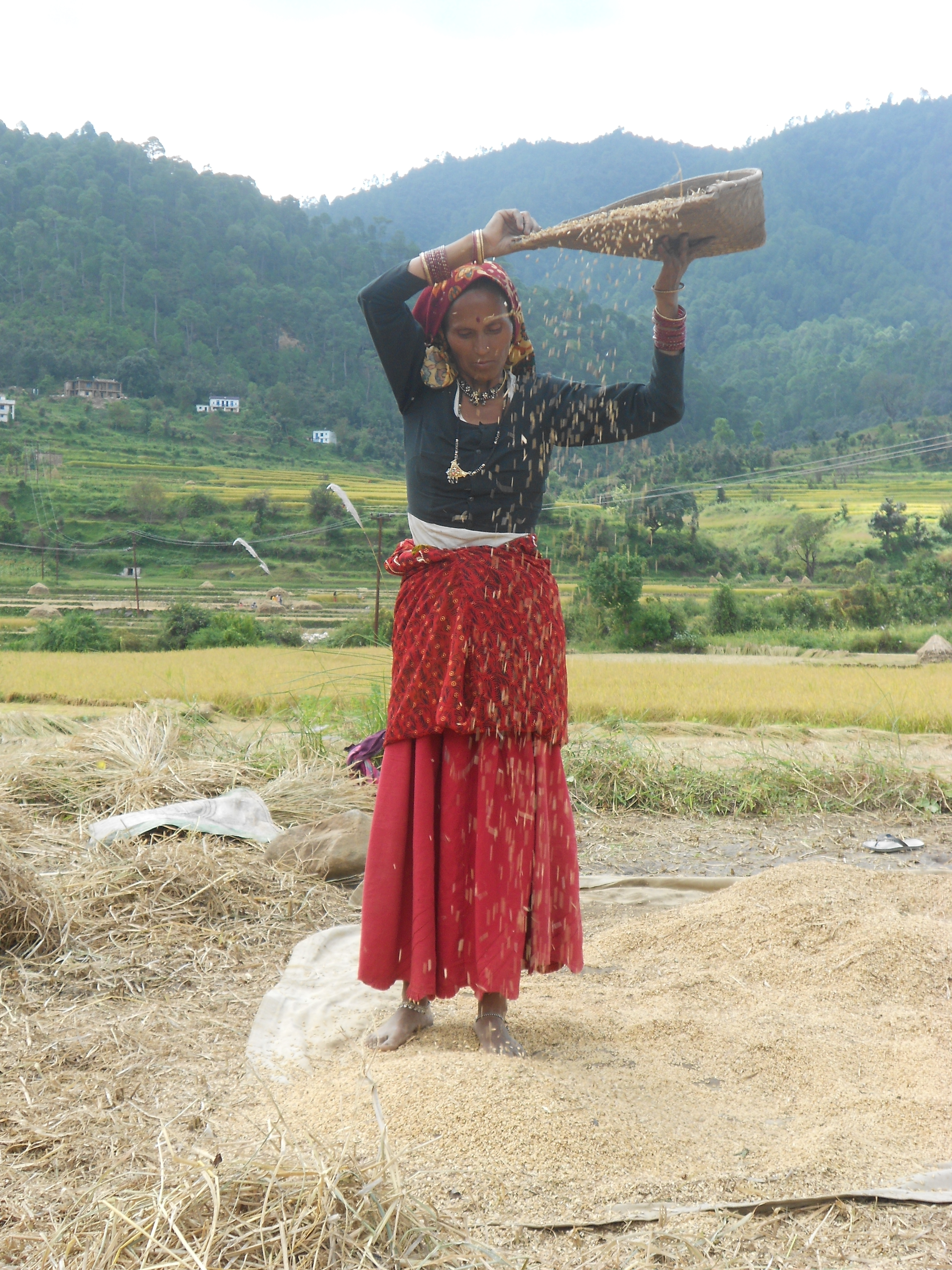
بوجاری دستی در هند

پاک کردن غلات و حبوب از خاک و خاشاک به‌وسیلهٔ غربال را بوجاری می‌گویند.
بوجاری عملی است که طی آن دانه‌های انواع غلات شامل گندم، جو یا برنج از پوست و ساقهٔ آن جدا می‌شوند. همچنین در حین این عملیات انواع بذر علف‌های هرز، تخم حشرات و انواع آفت‌ها از آن‌ها زدوده می‌گردد.

## روش دستی
قدیمی‌ترین روش بوجاری باد دادن خرمن کوبیده شده‌است که کشاورز به کمک چنگک یا وسیله دیگر محصول را در مقابل باد پراکنده می‌کند تا از سبوس جدا شود.

## دستگاه بوجاری
پاک کردن غلات از سنگ‌ریزه و خار و خاشاک، الک کردن حبوبات و غلات یا جدا کردن فضولات از گندم و جو و برنج توسط غربال و پاک کردن غلات و بُنشَن و درجه‌بندی دانه با استفاده از دستگاه بوجاری انجام می‌شود. ممکن است در هنگام جداسازی، انواع آفت‌کش‌ها و سموم محافظتی نیز به بذرها اضافه شود؛ و این کار را دستگاه بوجاری انجام می‌دهد و به این عملیات نیز بوجاری گفته می‌شود.
اساس کار دستگاه بر دو قسمت است:
1. پراکنده‌سازی با پنکه بر اساس وزن
2. الک نمودن بر اساس ابعاد دانه